# Величко Володимир Макарович
Володимир Макарович Величко (нар. 23 квітня 1937, село Можайське Новоусманського району, тепер Каширського району Воронезької області, Російська Федерація) — радянський державний діяч, міністр енергетичного машинобудування СРСР, міністр важкого, енергетичного і транспортного машинобудування СРСР, міністр важкого машинобудування СРСР, 1-й заступник прем'єр-міністра СРСР. Член ЦК КПРС у 1986—1990 роках. Депутат Верховної Ради СРСР 11-го скликання.

## Життєпис
Народився в родині робітника.
У 1962 році закінчив Ленінградський військово-механічний інститут.
Член КПРС з 1962 року.
У 1962—1963 роках — помічник майстра, майстер, у 1963—1964 роках — начальник технологічного бюро механоскладального цеху, у 1964—1967 роках — заступник начальника механоскладального цеху, у 1967—1971 роках — заступник директора, у 1971—1975 роках — директор заводу «Більшовик» у місті Ленінграді.
У 1975 — 9 грудня 1983 року — 1-й заступник міністра енергетичного машинобудування СРСР.
9 грудня 1983 — 20 липня 1987 року — міністр енергетичного машинобудування СРСР.
20 липня 1987 — 27 червня 1989 року — міністр важкого, енергетичного і транспортного машинобудування СРСР.
17 липня 1989 — 1 квітня 1991 року — міністр важкого машинобудування СРСР.
15 січня — 28 серпня 1991 року — 1-й заступник прем'єр-міністра СРСР. 28 серпня — 26 листопада 1991 року — в.о. 1-го заступника прем'єр-міністра СРСР.
У 1992—1993 роках — голова правління концерну «Важенергомаш». У 1993—1996 роках — генеральний директор ЗАТ «ТЕНМА». З 1996 року — президент ФПГ «Важке енергетичне машинобудування», голова ради деректорів Холдінгтембанку.

## Нагороди і звання
- два ордени Леніна (1982, 1987)
- орден Жовтневої Революції (1974)
- орден Трудового Червоного Прапора (1971)
- орден «За заслуги перед Вітчизною» IV ст. (Російська Федерація) (1996)
- орден Дружби (Чехословаччина) (1984)
- медалі
- двічі Державна премія СРСР  (1976, 1978)